# Liu Zige
Dans ce nom chinois, le nom de famille, Liu, précède le nom personnel.
Liu Zige (chinois : 刘子歌 ; pinyin : Liú Zǐgē), née le 31 mars 1989 à Benxi, est une nageuse chinoise spécialiste de la nage papillon. Elle remporte le titre olympique du 200 m papillon lors des Jeux olympiques d'été de 2008 améliorant au passage le record du monde, battue ensuite aux mondiaux 2009 où elle est dépossédée de son record par l'Australienne Jessicah Schipper, elle récupère son record le 22 octobre 2009 lors des jeux nationaux de Chine avec un temps de 2 min 1 s 81.

## Carrière
En 2005, elle participe aux championnats du monde organisés à Montréal mais ne parvient à dépasser les séries sur 50 et 200 m papillon.
Championne de Chine du 200 m papillon en 2 min 7 s 76 en avril 2008, elle se qualifie dès lors pour les Jeux olympiques d'été de 2008 organisés à Pékin. Quinzième temps mondial de la saison, elle améliore son record personnel en 2 min 6 s 46 dès les séries dont elle réalise le meilleur temps. Elle remporte sa demi-finale en 2 min 6 s 35 s'emparant ainsi du record d'Asie. En finale, le 14 août 2008, la course est d'abord dominée par l'Australienne Jessica Schipper. Puis Liu Zige pointe en tête aux 150 m et conserve cette place jusqu'à la fin de la course qu'elle conclut en 2 min 4 s 18. Ce temps constitue le nouveau record du monde de l'épreuve, 1 s 22 plus rapide que l'ancien temps de référence de Schipper, finalement troisième derrière une autre Chinoise, Jiao Liuyang. Liu Zige remporte l'unique médaille d'or chinoise des Jeux de 2008 en natation.
Quelques jours après la finale olympique, Ken Wood, entraîneur de Jessica Schipper, admet avoir vendu aux entraîneurs chinois de Liu ses méthodes d'entraînement. De même, la nageuse chinoise a suivi plusieurs séances d'entraînement sous les ordres de Ken Wood, une collaboration qui provoque de vives réactions en Australie.
En 2009, elle est battue par Jiao Liuyang lors du 200 m papillon des championnats de Chine sélectifs pour les championnats du monde 2009.

## Palmarès

### Jeux olympiques
- Jeux olympiques d'été de 2008 à Pékin (Chine) :
  -  Médaille d'or du 200 m papillon.

### Championnats du monde
| Épreuve        | Édition                            | Édition             | Édition             | Édition         |
| Épreuve        | Montréal 2005                      | Rome 2009           | Shanghai 2011       | Barcelone 2013  |
| 50 m papillon  | 37e temps des séries 28 s 74       | —                   | —                   | —               |
| 100 m papillon | —                                  | —                   | 6e 57 s 57          | —               |
| 200 m papillon | 20e temps des séries 2 min 14 s 25 | Argent 2 min 3 s 90 | Bronze 2 min 5 s 90 | Or 2 min 4 s 59 |

| Épreuve                | Édition               | Édition         |
| Épreuve                | Dubaï 2010            | Istanbul 2012   |
| 100 m papillon         | 4e 55 s 61            | Argent 56 s 58  |
| 200 m papillon         | 5e 2 min 4 s 78       | 4e 2 min 3 s 99 |
| 4 × 100 m quatre nages | Or 3 min 48 s 29 (RC) | —               |

## Records

### Records du monde battus
Liu Zige a battu à deux reprises le record du monde du 200 m papillon en grand bassin et en est l'actuelle détentrice depuis le 22 octobre 2009. Entre-temps, l'Américaine Mary Descenza et l'Australienne Jessicah Schipper avaient amélioré le record planétaire. Elle détient également le temps de référence en petit bassin, battu à deux reprises, coup sur coup, à la fin de l'année 2009.
| Épreuve                        | Temps        | Compétition             | Lieu              | Date             |
| 200 m papillon en grand bassin | 2 min 4 s 18 | Jeux olympiques         | Pékin, Chine      | 14 août 2008     |
| 200 m papillon en grand bassin | 2 min 1 s 81 | Jeux nationaux de Chine | Jinan, Chine      | 22 octobre 2009  |
| 200 m papillon en petit bassin | 2 min 2 s 50 | Coupe du monde          | Stockholm, Suède  | 11 novembre 2009 |
| 200 m papillon en petit bassin | 2 min 0 s 78 | Coupe du monde          | Berlin, Allemagne | 15 novembre 2009 |

### Records personnels
| Épreuve        | Temps             | Compétition              | Lieu              | Date            |
| 50 m papillon  | 27 s 66           | Championnats de Chine    | Shaoxing, Chine   | 1er avril 2009  |
| 100 m papillon | 59 s 49           | Championnats d'Australie | Sydney, Australie | 19 mars 2009    |
| 200 m papillon | 2 min 1 s 81 (RM) | Championnats de Chine    | Jinan, Chine      | 21 octobre 2009 |

| Épreuve        | Temps             | Compétition    | Lieu              | Date             |
| 100 m papillon | 56 s 13           | Coupe du monde | Berlin, Allemagne | 14 novembre 2009 |
| 200 m papillon | 2 min 0 s 78 (RM) | Coupe du monde | Berlin, Allemagne | 15 novembre 2009 |